# Панајотис Параскевопулос
Крф
Панајотис Параскевопулос (грч. Παναγιώτης Παρασκευόπουλος; 1874. — 1956) је грчки атлетичар, који се такмичио се у бацању диска и бацању кугле. Учествовао на првим Олимпијским играма 1896. у Атини.
Наступио је на такмичењу у бацању диска. Свој првим бацањем, од 28.51 метара, избио је на прво место. Тај резултат је поправио у четвртој серији бацивши 28.88 метара, а затим и у последњој са резултатом од 28.95 метара. Чинило се да ће тим резултатом и победити, јер је још само један такмичар бацао после њега. Американац Роберт Гарет је успео да Параскевопулосов резултат у последњој серији надмаши за 20 cm, па је Параскевопулосу припало сребро.
Наступао је и на Олимпијским играма 1900. у Паризу, у бацању диска, где је заузео четврто место и у бацању кугле, где је заузео пето место.